# سینه کشتی

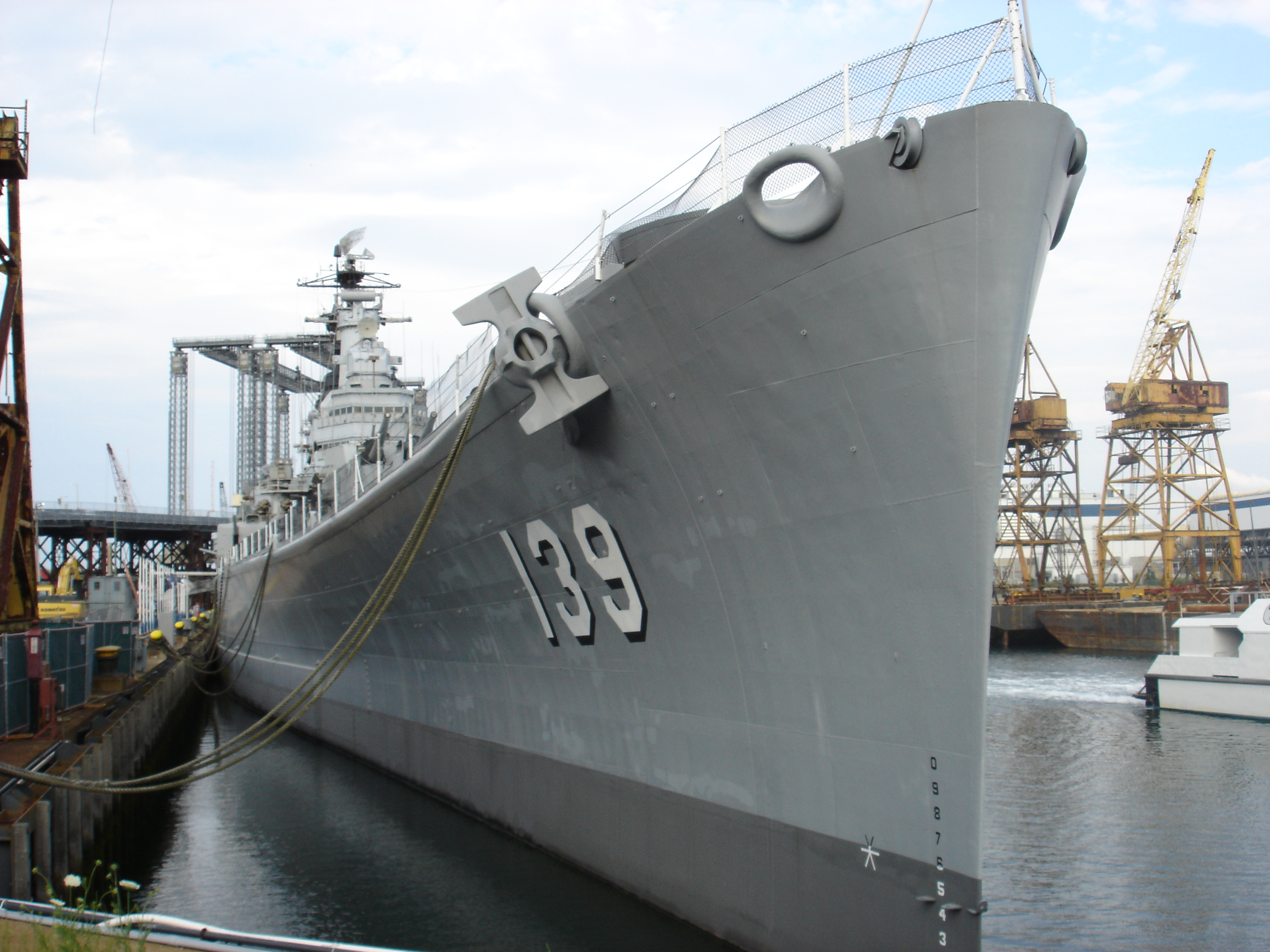
سینه کشتی

سینه کشتی (به انگلیسی: Bow) به قسمت جلویی بدنه یک کشتی یا قایق گفته می‌شود، نقطه‌ای که معمولاً در هنگام حرکت کشتی جلوتر سایر بخش‌ها قرار دارد. از طرف مقابل، بخش انتهایی یک کشتی یا قایق پاشنه کشتی است.
بعضی مواقع ممکن است دو کلمه دماغه (به انگلیسی: Prow) و سینه کشتی با یکدیگر هم‌معنی در نظر گرفته شوند؛ اما دماغه به جلویی‌ترین قسمت سینه کشتی گفته می‌شود که بالای خط آب قرار دارد.